# 일라이저 매코이
일라이저 매코이(Elijah McCoy, 1844년 5월 2일 ~ 1929년 10월 10일)는 아프리카계 미국인 계통의 캐나다 출신 미국의 발명가, 기관사이다.

## 어린 시절
캐나다 온타리오주 콜체스터에서 태어났다. 그의 부모 조지와 일드레드 매코이는 출생부터 노예가 되었고 지하 철도에 캐나다를 위하여 켄터키주를 떠난 자유 추구자들이었다. 조지 매코이는 영국군에 입대하였고 답례로 그는 자신의 복무로 대지의 160 에이커를 받았다. 일라이저가 3세였을 때 그의 가족은 미국으로 귀국하여 미시간주 디트로이트에 정착하였다. 이후에 그들은 조지가 담배 비지니스를 개업한 입실랜티로 이주하였다. 일라이저는 11명의 형제, 자매가 있었다. 어린 아이일지라도 그는 공구와 기계들과 가지고 놀고, 그것들을 고치고 향상시키는 다른 방향들과 함께 실험하는 것을 즐겼다.

## 경력
15세의 나이에 일라이저 매코이는 스코틀랜드 에딘버러에서 기계공학 견습을 위하여 미국을 떠났다. 인증을 받은 후, 그는 자신의 분야에서 지위를 추구하는 데 미시간주로 돌아왔다. 하지만 당시 다른 아프리카계 미국인들처럼 매코이는 자신의 교육 수준으로 적절한 지위를 획득하는 것으로부터 자신을 방지한 인종 차별을 향하였다. 그가 찾을 수 있었던 단 하나의 직업은 미시간 센트럴 철도를 위한 기관차 소방관과 급유자의 것이었다. 열차에 소방관은 열차의 차축과 베어링은 물론 증기기관과 엔진의 움직이는 부분들을 윤활했던 급유기를 유지하는 것에 책임이 있었다.
자신의 훈련 때문에 매코이는 엔진의 윤활과 과열의 문제들을 식별하고 해결할 수 있었다. 당시 열차들은 주기적으로 중지하고 과열을 방지하는 데 윤활되어야 했다. 매코이는 열차가 멈출 필요가 없었던 증기기관을 위하여 윤활제를 개발하였다. 그의 자동 윤활제는 그것이 필요한 곳이면 어디던지 오일을 펌핑하는 증기 압력을 이용하였다. 매코이는 증기기관 윤활제들로 자신의 향상들로 자신이 많은이들 중 첫번째로 부여되었던 1872년 이 발명으로 특허를 받았다. 이러한 발전들은 열차들이 유지 보수 및 다시 기름칠을 위하여 쉬지 않고 더욱 나갈 수 있도록 하면서 대중교통을 향상시켰다.
매코이의 장치는 열차 시스템을 향상시켰을 뿐만 아니라 윤활제의 버전들은 결국적으로 건설과 공장의 도구들에는 물론 석유 시추와 광산 장비에 나타났다. 특허에 의하면 장치는 "계속 똑바로 윤활되게 하는 목적에 기어와 기계의 다른 부품들에 오일의 지속적인 흐름을 위하여 마련하였고 그렇게 해서 기계를 주기적으로 종료하는 필요에 따라 지속적이다"라고 했다. 결과로서 윤활제는 다양한 분야에서 효율성을 향상시켰다.
1868년 매코이는 앤 엘리자베스 스튜어트 (4년 후 사망)에게 결혼하였다. 그로부터 1년 후에 매코이는 자신의 두번째 부인 메리 엘레오노라 딜레이니에게 결혼하였으며 부부는 자녀가 없었다.
매코이는 지속적으로 자신의 자동 윤활제 디자인에 향상시키고 새로운 장치들을 위하여 디자인들을 만들었다. 철도와 선적 라인들은 매코이의 새로운 윤활제들을 이용하기 시작하였고 미시간 센트럴 철도는 그의 새로운 발명들의 이용에 그를 강사로 승진시켰다. 이후에 매코이는 특허 문제들에 철도 산업으로 고문이 되었다. 매코이는 또한 자신의 집안일에 연루된 업무를 줄이는 데 자신이 디자인한 다리미판과 잔듸 물뿌리개를 포함한 자신의 어떤 다른 발명들을 위한 특허들을 얻었다.
1922년 매코이와 부인 메리 여사가 자동차 사고를 당했다. 메리는 이후에 그녀의 부상들로부터 사망했고 매코이는 자신의 일생의 나머지 동안 심각한 건강 문제를 경험하여 자신의 전문적인 의무들을 복잡하게 하였다.

## "리얼 매코이"
"진짜" (가짜 혹은 열등한 사본이 아님)를 의미한 표현 "리얼 매코이"는 영어 사용자들 중에 인기있는 관용구이다. 그 정확한 어원은 알려지지 않았다. 어떤 학자들은 1856년 시에 처음으로 나타난 스코틀랜드의 "리얼 매케이"로부터 왔다고 믿는다. 다른이들은 표현이 형편없는 중지보다 매코이의 자동 드립 컵과 함께 갖춘 윤활제 "진짜 매코이 시스템"을 찾던 철도 공학자들에 의하여 처음으로 이용되었다고 믿는다. 무슨 어원이던 표현은 한동안 매코이와 관련되어 왔다. 2006년 앤드루 무디는 《리얼 매코이》라 불린 발명가의 일생을 바탕으로 연극을 전개하였다.

## 사망
1920년 매코이는 존재하는 회사들로 자신의 디자인들 (자신의 이름을 따지 않은 것으로 자신이 디자인한 많은 제품들)을 허가하기 보다 직접 자신의 제품들을 생산하는 데 자신의 회사 일라이저 매코이 제조 회사를 개업하였다. 불행하게도 매코이는 자신의 말년에 고통을 겪어 자신을 병원에 눕힌 재정적, 정신적 그리고 육체적 위기를 견디었다. 1929년 10월 10일 그는 미시간주 일로이즈 병실에서 한해를 보낸 후, 고혈압에 의하여 일으켜진 노인성 치매로 사망하였다. 매코이는 워런에 있는 디트로이트 메모리얼 파크 이스트에 안장되었다.

## 유산
매코이는 특히 흑인 공동체에서 자신의 독창성과 업적으로 널리 존경을 받았다. 부커 T. 워싱턴은 자신의 책 〈니그로 이야기〉에서 매코이를 미국 특허의 가장 큰 수와 함께 흑인 발명가로서 인용하였다. 2001년 매코이는 미국 발명가 명예의 전당으로 헌액되었다. 역사적 지표가 입실랜티에 있는 그의 옛 작업실 외부에 서있고 디트로이트에 있는 일라이저 J. 매코이 중서부 지방 미국 특허청은 그의 영예에 이름을 땄다.